# Улица Немировича-Данченко (Новосибирск)
Улица Немиро́вича-Да́нченко — улица левобережной части Новосибирска, соединяющая магистрали Ленинского и Кировского районов города. Является одной из крупнейших транспортных магистралей левобережной части Новосибирска.
В генеральном плане отнесена к перегруженным участкам улично-дорожной сети.

## Название
Улица названа в честь великого русского режиссёра, педагога, драматурга и театрального деятеля, Народного артиста СССР Владимира Ивановича Немировича-Данченко.

## Географическое расположение
Улица Немировича-Данченко начинается в районе улицы Волховская, затем пересекается с улицей Троллейная, а затем такие крупные улицы как: Станиславского, Сибиряков-Гвардейцев, Ватутина и более десятка внутриквартальных. Заканчивается улица в районе площади Лыщинского, около въезда на Коммунальный мост. Одним концом улица упирается в Юго-Западный жилмассив, а вторым — в Горский жилмассив.
Протяжённость улицы составляет около 5 км 400 м. С новым участком от улицы Троллейная до улицы Волховская протяжённость превысила 6 км 100 м.

## Благоустройство, ремонт
- В 2007 году производилось благоустройство улицы с заменой светильников и установкой ограждений[1].
- В период 2008—2009 годов за счёт инвесторов построен и введён новый участок улицы Немировича-Данченко от улицы Троллейной до улицы Волховской[2].
- Улица входит в «График планово-предупредительного ремонта дорог на 2010 год» Мэрии г. Новосибирска[3].

## Примечательные здания и сооружения

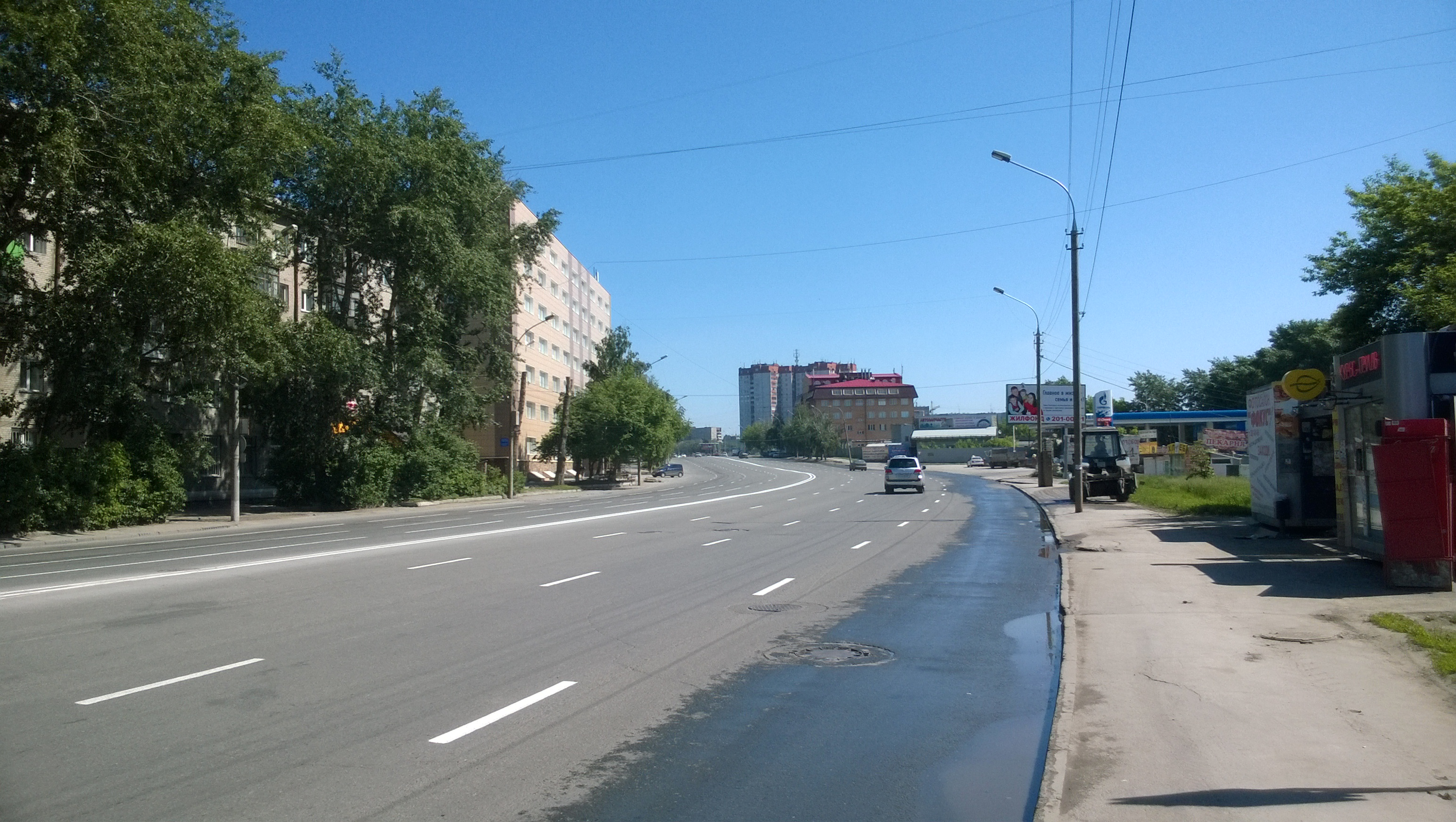

- Комплекс зданий типографии «Советская Сибирь», находящийся на пересечении с улицей Сибиряков-Гвардейцев.
- Здание VII корпуса НГТУ, выполненное в виде «здания-корабля», находящееся около пересечения улицы с улицей Лыщинского.
- 14-этажный жилой дом на пересечении с улицей Станиславского.
- 17-этажные монолитные сблокированные дома (один из домов стоит на улице Немировича-Данченко) на пересечении с улицей Ватутина. Через семь лет после сдачи, дом «пошёл трещинами». В народе, среди местных жителей, данный объект называется «домом с трещинами» (так как дом после сдачи был покрыт специальной краской, а трещины замазали серым цементом: испортился фасад здания).
- Жилые комплексы «Панорама» и «Дом на Немировича».
- Находящиеся в пойме Оби стадион «Сибирь-Арена» и корпус эстакадной станции метро «Спортивная» официально относятся к ул. Немировича-Данченко.

## Организации, расположенные на Улице Немировича-Данченко
- Проектная организация «Запсиблеспроект»
- Проектная организация Запсибнипиагропром
- Проектная организация ОАО «Забсибгипроводхоз»
- ОАО «Западно-Сибирская киностудия»
- Новосибирский Городской Водоканал (левобережный участок)
- Комплексный центр социальной адаптации инвалидов

### Федеральные и государственные управления и органы власти
- Полк № 2 ДПС ГИБДД ГУВД по НСО. Располагается на территории бывшего автобусного парка
- Верхне-Обское бассейновое управление Федерального Агентства водных ресурсов
- Западно-Сибирское следственное управление на транспорте Следственного Комитета при прокуратуре РФ
- Земельная кадастровая палата по НСО
- Управление Федеральной службы по ветеринарному и фитосанитарному надзору по НСО

### СМИ
- Типография «Советская Сибирь». В здании типографии находятся офисы более двух десятков местных газет и журналов: «Теленеделя», «Молодость Сибири» и другие
- Телеканал ОТС (Областная телерадиокомпания ОТС)
- Русское радио в Новосибирске 105,2 FM
- Редакция информационного портала Сибкрай.ru (www.sibkray.ru)[4].

### Отделения и офисы банков
- Дополнительные офисы Сбербанка РФ:
  - Кировского отделения № 8047/0218
  - Ленинского Отделения № 5503/0305
- Банкоматы, обменные пункты «МДМ-банка» и других банков

### Организации торговли
- Торговые комплексы:
  - В непосредственной близости от начала улицы расположен Торговый комплекс «Лента».
  - В противоположном конце улицы Немировича-Данченко расположен Торгово-развлекательный комплекс «Горский», открытый в 2006 году. В 2008 году началось строительство второй очереди комплекса[5]. По состоянию на 2011 год проект 2-й очереди ТРК включал одноимённый трёхзвездочный гостиничный комплекс на 300 номеров[6]. Однако, в дальнейшем проект изменили. Открытие 22-этажной гостиницы, названной Gorskiy-city, состоялось в 2013 году[7]. Из 265 номеров гостиницы, 90 % — номера европейского уровня, а остальные номера-люксы. Общая площадь отеля составляет 14 тысяч квадратов[5].
- А также магазины различного профиля:
  - Продуктовые: сетей «Универсам удачных покупок (левый берег)», «Столичный», магазин «Архимед» и другие.
  - Магазины и салоны по продаже компьютеров, сантехники
  - Автокомплекс «Горский», магазины автозапчастей, автомойки
  - ОАО «НЭТА» — Отдел сетевого оборудования
  - Магазин Детских товаров «Родина»
  - Кафе, рестораны
  - Агентства недвижимости, юридические агентства
  - Автошколы
  - Компании по продаже чёрного металлопроката ООО «Феррум» и пр.
  - Компании по добыче и продаже щебня — ОАО «Новосибирское карьероуправление»

А также две АЗС сети «Трансервис» и одна АЗС «Газпромнефть-Новосибирск», мебельная фабрика, строительные и монтажные и наладочные компании различного направления.
В 2009 году вышло Постановление мэрии города Новосибирска от 08.06.2009 № 257 «Об Установлении размера коэффициента арендного дохода и коэффициента зависимости арендной платы от вида использования земельного участка, предоставляемого для размещения временных объектов» (киосков, павильонов и т. д.).

### Образовательные учреждения
- VII корпус НГТУ: Факультет АВТФ. Центр теплометрии, учебные центры, веб-студия при НГТУ.
- Факультет ФК при НГПУ.
- Новосибирский технологический техникум.
- Новосибирский государственный техникум печати.
- Комплексный центр социальной адаптации для инвалидов (училище).
- Профессиональное училище № 7.
- Новосибирский профессионально-педагогический колледж.
- Детский сад, средняя школа № 15.

### Спортивные учреждения
- Новосибирский колледж олимпийского резерва.
- СДЮШОР по сноуборду.
- В 2013 году на улице Немировича-Данченко собираются возвести спорткомплекс на 30 тысяч мест c 9-этажной гостиницей на 200 номеров[9]. Будущий стадион по большей части предназначен для футбольного клуба «Сибирь».
- В 2013 году планируется начать строить Дворец игровых видов спорта. В его составе будут: три спортивных зала, бассейн 25×9 м, гостиница для спортсменов (48 мест). По замыслу, здесь будут проходить тренировки и соревнования по различным видам спорта. Затраты на его сооружение должны составить около 1,5 млрд рублей[10].

### Медицинские учреждения
- Новосибирская областная клиническая больница.
- Новосибирское областное бюро судебно-медицинской экспертизы «Судмедэкспертиза».
- Новосибирский крематорий.

Осенью 2012 года на улице Немировича-Данченко был открыт «Федеральный нейрохирургический центр с амбулаторно-поликлиническим отделением», строившийся с 2008 года на средства федерального и местного бюджетов (общие затраты составили 3,8 млрд рублей). Приём пациентов ведётся по записи или по направлению врача, а также из других регионов — по т. н. «федеральным квотам». Численность персонала нового центра — 180 человек.

### Церковные организации
- Храм в честь Святых Новомучеников Российских.

## Архитектура

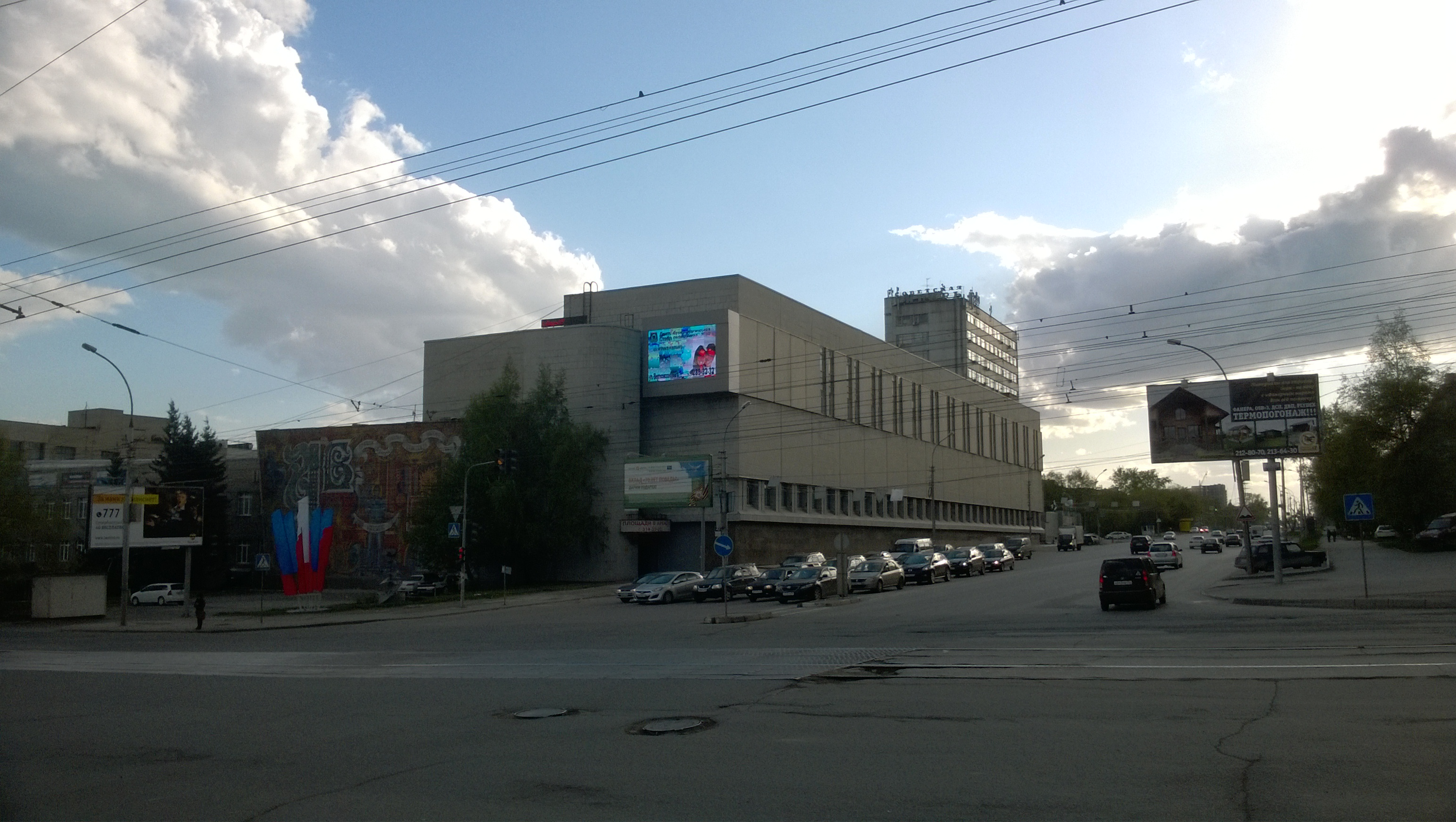
Издательство «Советская Сибирь»

Отсчёт домов по улице Немировича-Данченко ведётся от домов, стоящих на пересечении с улицей Троллейная.
- Участок Троллейная-Телевизионная:
  - В начале архитектура улицы Немировича-Данченко представлена в основном частными домами: в промежутке от улицы Троллейная до улицы Станиславского по нечётной стороне. А затем по обеим сторонам: в промежутке между улицами Троллейная и Телевизионная снова расположен частный сектор. Имеются отдельные кирпичные новые дома высотой до 14 этажей, а также крупнопанельные 9-этажные 96-й серии

советской постройки.
- - По чётной стороне улицы Немировича-Данченко — в промежутке между улицами Троллейная и Станиславского, в низине, расположены панельные пятиэтажные «хрущёвки». Летом 2008 года стены трёх «хрущевских» панельных пятиэтажных домов № 22, № 24 и № 26 на улице Немировича-Данченко студенты Художественной академии украсили рисунками[12].
- Участок Телевизионная-Ватутина:
  - В промежутке от улицы Телевизионная и до улицы Сибиряков-Гвардейцев: по чётной стороне улицы расположены кирпичные пятиэтажные «хрущёвки» постройки середины 1960-х годов, комплекс типографии высотой от 6 до 12 этажей, а также трёхэтажные здания техникумов и училищ. От улицы Сибиряков-Гвардейцев и до улицы Ватутина располагаются двухэтажные шлакоблочные дома постройки конца 40-х годов, а также отдельные 9-этажные кирпичные дома с типовым магазином, брежневской постройки.
  - По нечётной стороне такая «хрущёвская» кирпичная архитектура сохраняется до внутриквартальной «улицы-переулка», пересекающейся с улицей Вертковская. Присутствуют отдельные административные здания высотой до 7-ми этажей, как новые, так и советской постройки. Территория от «улицы-переулка» до улицы Ватутина занята Городским водоканалом.
- Участок Ватутина-Площадь Лыщинского:
  - Начиная с улицы Ватутина по чётной стороне улицы расположен микрорайон с панельной застройкой 96-й серии середины 1990-х высотой до 10 этажей. Встречаются монолитные 17-этажные, а по нечётной стороне — начинаются 5-этажные панельные «хрущёвки», сменяющиеся после пересечения улицы Лыщинского пятиэтажками кирпичными и административными зданиями и новыми домами переменной этажности.
  - По нечётной стороне расположены два новых жилых 5-этажных кирпичных дома, построенных НГТУ и здания административного и торгового назначения. А также недостроенный спортивный комплекс (крытый манеж), заброшенный в начале 1990-х, на территории которого долгое время располагался авторынок.

## Транспорт

### Автобусы
- № 16, № 45, № 45к № 68, № 88, № 101, № 102, № 103, № 104, № 115в, № 120, № 125, № 216, № 217, № 220, № 226, № 228, № 512-1, № 525.

### Маршрутное такси
- № 317к, № 323, № 326.

### Остановки
- «пл. Лыщинского», «ул. Лыщинского», «Центральный корпус», «Областная больница», «ул. Немировича-Данченко», «ул. Макеевская», «Автостанция Юго-Западная».